# Danh sách phát minh và khám phá của người Nga
Đất nước Nga và người Nga đã có những cống hiến cơ bản cho nền văn minh của thế giới trong nhiều lĩnh vực quan trọng, đóng góp đáng kể trong quá trình hình thành nên thế giới hiện đại ngày nay. Dưới đây là danh sách các phát minh, sáng kiến (ý tưởng đột phá) và khám phá được thực hiện bởi những người sinh ra tại Nga hoặc không sinh ra tại đây nhưng dành phần lớn cuộc đời và sự nghiệp họ trên lãnh thổ Nga ở những giai đoạn lịch sử khác nhau. Đây là những thành tựu mang tính đột phá của nước Nga và người Nga trong nhiều lĩnh vực như nghệ thuật, khoa học, kỹ thuật, công nghệ, thám hiểm, hàng hải...
Danh sách được sắp xếp theo thứ tự các chữ cái trong bảng chữ cái tiếng Việt mở rộng.

## A
- AK-47, được phát triển lần đầu tiên tại Liên bang Xô Viết (Liên Xô) bởi Mikhail Kalashnikov vào năm 1947.

## B
- Bảng tuần hoàn các nguyên tố hóa học, được đề xuất một cách chính thức bởi nhà hóa học người Nga Dmitri Mendeleev.

## D
- Dubnium
- Du hành vũ trụ có người lái (tên trong tiếng Anh: human spaceflight), với nhà du hành vũ trụ Yuri Gagarin là người đầu tiên được ghi nhận trong lịch sử bay vào vũ trụ trên tàu vũ trụ Vostok 1 (trong tiếng Việt có nghĩa là Phương Đông 1) vào năm 1961.

## Đ
- Đi dạo trong không gian, cũng được gọi là đi bộ trong không gian (tên trong tiếng Anh: space walk, extravehicular activity), với nhà du hành vũ trụ Alexei Leonov là người đầu tiên được ghi nhận trong lịch sử (1965).
- Định luật bảo toàn khối lượng, khám phá và công bố chính thức lần đầu tiên bởi nhà khoa học người Nga Mikhail Lomonosov vào năm 1756 sau những nghiên cứu bằng thí nghiệm.

## F
- Flerovium

## G
- Google, đồng sáng lập bởi doanh nhân người Nga Sergey Brin.

## H
- Hiện thực xã hội chủ nghĩa, trào lưu nghệ thuật khởi đầu từ Liên bang Xô Viết (Liên Xô) và lan sang các quốc gia theo đường lối xã hội chủ nghĩa trong thế kỷ XX.
- Hình học Lobachevsky, đặt nền móng bởi nhà toán học người Nga Nikolai Lobachevsky.

## K
- Khoa học du hành vũ trụ (tên trong tiếng Anh: astronautics, cosmonautics), với nhà khoa học người Nga Konstantin Tsiolkovsky được xem là một trong những người cha sáng lập của nó.
- Kiến trúc Stalin

## N
- Nam cực (lục địa), được khám phá chính thức lần đầu tiên (không bị tranh chấp) trong lịch sử là trong chuyến thám hiểm vào năm 1811 của những nhà thám hiểm phục vụ cho Đế chế Nga.
- Người đầu tiên bay vào không gian là nhà du hành vũ trụ người Nga Yuri Gagarin vào năm 1961 trên tàu vũ trụ Vostok 1.
- Người phụ nữ đầu tiên bay vào không gian là nhà du hành vũ trụ người Nga Valentina Tereshkova vào năm 1963 trên tàu vũ trụ Vostok 6.
- Nguyên tố hóa học: Gallium, Germanium, Hafnium, Protactinium, Technetium là các nguyên tố hóa học được tiên đoán bằng lý thuyết bởi Dmitri Mendeleev trước khi chúng được khám phá chính thức sau đó nhiều năm bằng thực nghiệm.
- Nhà máy điện hạt nhân đầu tiên sản xuất điện tiêu thụ trên thế giới là Nhà máy điện hạt nhân Obninsk được xây dựng tại thành phố Obninsk (Liên bang Nga) thuộc Liên bang Xô Viết (Liên Xô) vào năm 1954.
- Nobelium (1966)

## P
- Phản xạ có điều kiện, là một hình thức phản xạ lần đầu tiên được chứng minh bởi nhà sinh lý học người Nga Ivan Pavlov vào năm 1927.

## T
- Tsar Bomba: quả bom hạt nhân lớn nhất trong lịch sử nhân loại, được thả năm 1961 bởi Liên Xô
- Tầu phá băng dùng năng lượng hạt nhân (tên trong tiếng Anh: nuclear icebreaker), với tầu phá băng mang tên Lenin chế tạo và thử nghiệm thành công năm 1959 là mô hình đầu tiên của loại tầu này trên thế giới.
- Tên lửa liên lục địa (tên trong tiếng Anh: Intercontinental ballistic missile, cũng được viết tắt là ICBM), với tên lửa do Liên Xô chế tạo và thử nghiệm thành công năm 1957 mang tên R-7 Semyorka.
- Tetris, được phát triển trong Liên Xô bởi Alexey Pazhitnov (1984).
- Thực phẩm vũ trụ (tên trong tiếng Anh: space food)
- Tokamak
- Trạm không gian (tên trong tiếng Anh: space station), với trạm vũ trụ bay quanh quỹ đạo Trái Đất mang tên Salyut 1 được phóng vào không gian năm 1971 là mô hình đầu tiên của loại này trên thế giới.
- TRIZ (trong tiếng Việt nghĩa là Lý thuyết giải các bài toán sáng chế), phát triển trong Liên bang Xô Viết bởi Genrikh Altshuller.

## V
- Vệ tinh nhân tạo đầu tiên trên thế giới bay quanh quỹ đạo Trái Đất được phóng lên không gian là vệ tinh Sputnik 1 (1957).
- Vostok 1 (trong tiếng Việt có nghĩa là Phương Đông 1), là chuyến bay có người lái lần đầu tiên trong lịch sử bay vào vũ trụ (1961).

## Thư viện hình ảnh

Bảng tuần hoàn tiêu chuẩn 18 cột. Màu sắc thể hiện các nhóm nguyên tố khác nhau.
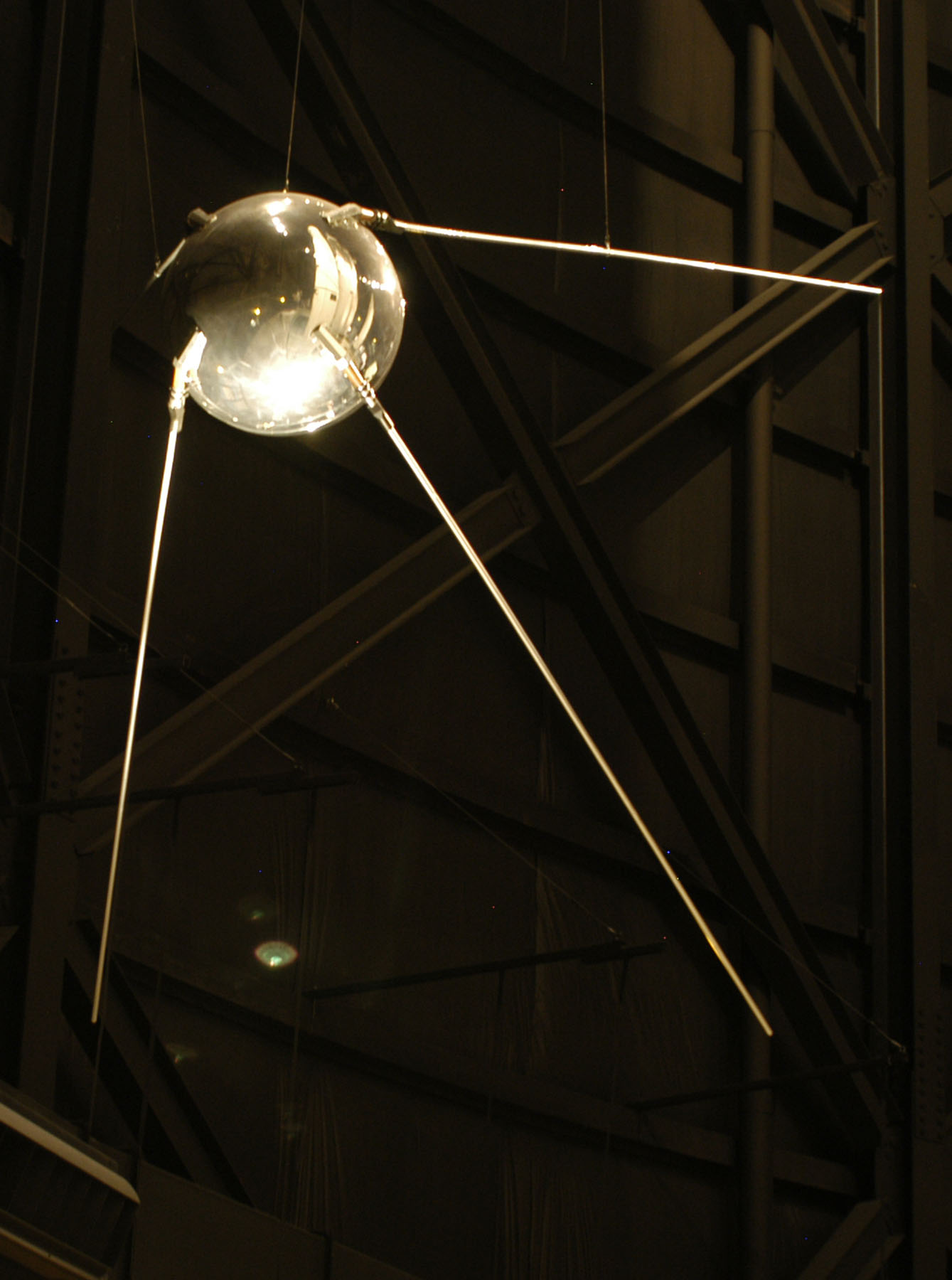
Vệ tinh nhân tạo đầu tiên của thế giới, Sputnik 1.
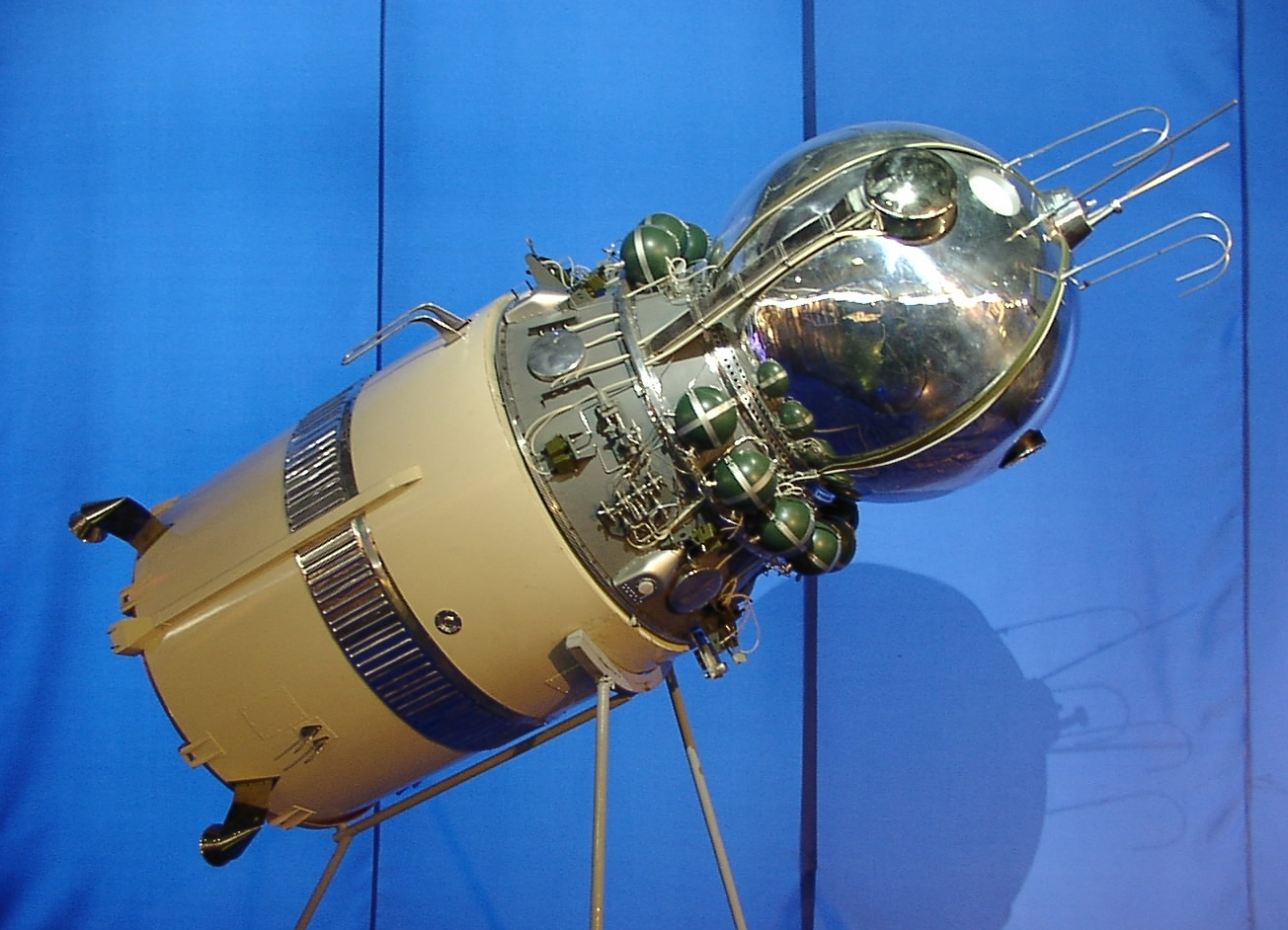
Mô hình tầu vũ trụ Vostok đưa Yuri Gagarin bay vào quỹ đạo Trái Đất.
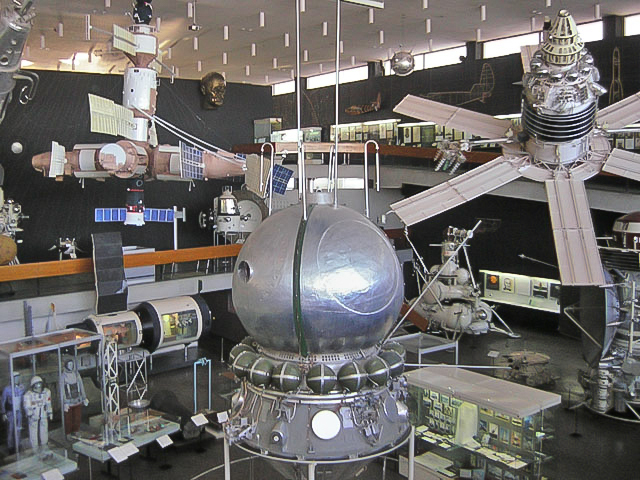
Những thành tựu khoa học và kỹ thuật tiên phong của Liên bang Xô Viết trong lịch sử khám phá không gian vũ trụ (Bảo tàng quốc gia về lịch sử du hành vũ trụ, Kaluga, Liên bang Nga).